# Sannikow-Land (Film)
Sannikow-Land (russischer Originaltitel: russisch Земля Санникова, transkribiert Semlja Sannikowa) ist ein sowjetischer Science-Fiction-Film aus dem Jahr 1973 nach dem gleichnamigen Roman von Wladimir Obrutschew.

## Handlung
Der Film spielt in den letzten Jahren der Zarenzeit. Der Student Alexander Iljin überredet den vermögenden Trifon Perfiljew, eine Expedition nach dem sagenumwobenen Sannikow-Land durchzuführen. Dieses hoch im Norden Russlands (in der Arktis) gelegene und dennoch eisfreie Gebiet soll reich an Bodenschätzen sein, vor allem an Gold. Man stellt eine Mannschaft zusammen, unter der sich auch Ignati befindet – ein Diener Perfiljews und gedungener Mörder, der alle anderen töten soll, wenn tatsächlich Gold gefunden wird.
Nach großen Strapazen im Polareis erreicht die Expedition tatsächlich ein eisfreies Land, in dem Pflanzen wachsen, Tiere leben und auch Menschen: der Stamm der Onkilonen. Vulkanische heiße Quellen sind dafür verantwortlich, dass es im Sannikow-Land weder Eis noch Schnee gibt und tropische Wärme herrscht. Die zunächst misstrauischen Onkilonen freunden sich nach und nach mit den Männern der Expedition an, und einer beginnt sogar eine Beziehung zu einem Mädchen aus dem Stamm. Das alles wird misstrauisch von dem Schamanen der Onkilonen betrachtet, der seine Machtposition im Sannikow-Land durch die Fremdlinge bedroht sieht. Bei einem der daraus resultierenden Konflikte schießt Ignati in die Luft und zerstört dadurch das zerbrechliche Gleichgewicht der vulkanischen Kräfte – er löst ein Erdbeben aus, das alle vulkanischen Quellen versiegen lässt.
Sannikow-Land ist zum Untergang verdammt, denn das Eis der Arktis holt sich zurück, was ihm die heißen Quellen so lange vorenthalten haben. Während einige Expeditionsteilnehmer bei den Onkilonen zurückbleiben, um ihnen beim Kampf gegen die Kälte zu helfen, gelangt einzig Iljin zurück auf das Festland, wo er völlig erschöpft von jakutischen Jägern gerettet wird und seine Geschichte erzählen kann. Aber weil der Erste Weltkrieg ausbricht, geht niemand seinem Bericht nach, und die von ihm geplante Rettungsexpedition für die Onkilonen bricht niemals auf.